# Giuseppe Paolucci (Komponist)
Giuseppe Paolucci (* 25. Mai 1726 in Siena; † 24. April 1776 in Assisi) war ein italienischer Komponist, Kapellmeister und Organist des musikalischen Barock.

## Leben und Wirken
Giuseppe Paolucci war der einzige Sohn von Domenico di Giuseppe und Anna Maria di Stefano Lucatelli. Von 1729 bis 1741 war er mit seinem Vater und dessen zweiter Ehefrau Francesca Soldi als Mitglied der sienesischen Pfarrei San Pietro a Ovile eingetragen. Er wurde im Konvent des Klosters San Francesco in Prato und im Kloster Santa Croce in Florenz ausgebildet und gehörte dem Orden der Franziskaner an. Ab März 1750 studierte er im Konvent San Francesco in Bologna Kontrapunkt bei Padre Giambattista Martini und wurde dann 1756 zum Maestro di Capella (Kapellmeister) von Santa Maria Gloriosa dei Frari in Venedig ernannt. Er verließ Venedig im August 1769 und übernahm 1770 die Tätigkeit des Kapellmeisters und Organisten an der dem Kloster angeschlossenen Kirche San Martino in Senigallia. Ab Februar 1772 bis zu seinem Tode war er Kapellmeister an der Basilika San Francesco in Assisi.
Paolucci führte einen umfassenden Briefwechsel von ca. 150 Briefen (archiviert im Museo della Musica, Bologna) mit Padre Martini über musikalische und andere künstlerische Themen. Der Katalog der handschriftlichen Werke von Paolucci umfasst mehr als 200 geistliche Kompositionen und Instrumentalstücke, die heute hauptsächlich in Bologna (Museo della Musica) und Assisi (Archiv der Basilika und des Konvents San Francesco) aufbewahrt werden. Seine berühmte Abhandlung über den Kontrapunkt Arte pratica del contrappunto wurde in 3 Bänden veröffentlicht und in Venedig gedruckt (1765 und 1772).

## Werke
Paolucci komponierte zahlreiche Messen, Oratorien, Vokalmusik sowie Instrumentalmusik, unter anderem Sonaten.

### Werke
- Werke von Giuseppe Paolucci im Katalog der Deutschen Nationalbibliothek
- Werke von und über Giuseppe Paolucci in der Deutschen Digitalen Bibliothek
- Noten und Audiodateien von Giuseppe Paolucci im International Music Score Library Project
- Giuseppe Paolucci im Catalogo Gaspari
- Giuseppe Paolucci im Katalog RISM

### Aufnahmen
- Giuseppe Paolucci bei Allmusic
- Giuseppe Paolucci bei CD Universe
- Hörproben der geistlichen Werke bei jpc

| Personendaten    | Personendaten                                                                |
| ---------------- | ---------------------------------------------------------------------------- |
| NAME             | Paolucci, Giuseppe                                                           |
| KURZBESCHREIBUNG | italienischer Komponist, Kapellmeister und Organist des musikalischen Barock |
| GEBURTSDATUM     | 25. Mai 1726                                                                 |
| GEBURTSORT       | Siena                                                                        |
| STERBEDATUM      | 24. April 1776                                                               |
| STERBEORT        | Assisi                                                                       |